# 桜井零士
桜井 零士（さくらい れいじ、1986年1月26日 - ）は株式会社コナミデジタルエンタテインメント所属のゲームミュージックのシンガーソングライター、作詞家、作曲家、ギタリスト。BEMANIシリーズでは主に『pop'n music』や『GuitarFreaks』&『DrumMania』に曲を提供している。血液型はA型。ブログによると実家は東北地方にあるらしい。先日、自身のブログにて社内では零ちゃんと呼ばれていることを公開した。
バンドGylayの一員としても活動していたが2009年3月28日に一夜限り復活ライブを行い解散した。
2009年にBIG TREE RECORDに所属。
2011年Clamatoneを結成
2013年Clamatoneとは別にアコースティックユニット215elf (トゥーワンセルフ)を結成
2014年5月2日を以ってClamatone解散
2023年5月25日に一般女性と入籍したことを自身のTwitterで報告
2024年10月12日に同じオーディションの合格者の星野奏子と活動20周年を記念して2マンライブを行った

## 略歴
2004年に開催された「BEMANIボーカリスト・オーディション2004」の新規ボーカリストオーディション部門に星野奏子と共に合格。このオーディションのことを締切2日前に知り、速達で応募したというエピソードがある。ちなみに、別部門（BeForU追加部門）では外花りさ、有沢みはる、南さやかが合格している。この時、チェーン付のフェイスピアスを付けた写真が公開されていたが、程なくして外された物に差し替えられた。鎖をアクセサリーとして付けていたが、『pop'n music』のスタッフ（脇田潤）によれば、「子供達に怖がられないように」と外したらしい。
その後『pop'n music』でデビューを飾り、以降もBEMANIシリーズへ楽曲を提供している。
2007年9月28日にはファーストアルバム『For Dear...』、2009年4月29日にはセカンドアルバム『TIMELESS』が発売され、2009年12月30日にはサードアルバム『AWAKE』が発売された。
そして2011年6月に初のリミックスアルバム『スクランブルレイジ』が発売された。スクランブルレイジはBEMANIシリーズの人気コンポーザーでもあるkors kらも参加しており『For Dear...』『TIMELESS』『AWAKE』の中から代表曲が選ばれテクノ、トランス、ハウスなどにダンスミックスされた桜井零士初のリミックスアルバムである。
ボーカル、ギターの他、作詞、作曲、ベース演奏もしている。
BEMANIシリーズで活躍するkors kの弟子QUADROID YUJIとダンス音楽のユニット『桜井零士とQUADROID YUJI（れーじゆーじ）』としても活動している。

## 人物
BEMANIシリーズに曲を提供する側であり、自身もプレイヤー（遊ぶ側）でもある。『pop'n music』でのカードネームは「Ray-zy」。腕前は「Lv.35が限界で、自分の曲のハイパー譜面が出来るか出来ないか」と話している。一度NET対戦モードで時空の塔に入りプレイしたが結果は惨敗だったらしい。他に『Drummania』もプレイする。こちらのカードネームは「RAY-ZY」で称号は「傾奇者」、BATTLECLASSは2006年11月現在S。公式ブログでは、自身の楽曲「Venus」の難易度EXTREMEをクリアしている動画を見ることができる。

## 主な楽曲
- pop'n music
  - For Dear〜（pop'n music 12 いろは）
  - Infinity Blue（pop'n music 13 カーニバル）
  - 空へ続く道 〜Infinity∞MIX（家庭用 pop'n music 13 カーニバル）- 「Infinity Blue」のバンドアレンジ版。歌詞やメロディも原曲とは異なっている。
  - NIGHT FEVER（pop'n music 14 FEVER!） - TOMOSUKE作曲
  - Always（pop'n music 15 ADVENTURE/Shoichiro Hirata feat. RayZy名義）
  - EFFECT（pop'n music 16 PARTY♪/mu-Ray-ZY名義）- mu-Ray-ZYは村井聖夜とのユニット。
- GuitarFreaks/DrumMania
  - Desert rain（GuitarFreaks V2 & DrumMania V2）
  - Venus（GuitarFreaks V3 & DrumMania V3、Dance Dance Revolution SuperNOVA2/Tatsh + RayZY名義）
  - You 〜Meaning All Orbit〜（家庭用 GuitarFreaks V3 & DrumMania V3/Gylay名義）
  - White Sketchbook（GuitarFreaks V5 & DrumMania V5）
- その他
  - 雪螺旋　（i-revo限定公開のオリジナル楽曲）
  - Love is Dead -Joker edit- feat. 桜井零士&Yuta（同人CD Tatsh 「Tatsh MUSIC COLLECTION -J-」収録曲）
  - GRAVITATION（同人CD 有馬美咲 6th Album「ミルキーポケット」/有馬美咲＆桜井零士名義）
  - 最後の１ページ（CROSS×BEATS）
  - tomorrow（crossbeats REV.）
  - Change (オトレンジャー / TAKE-C名義)
  - The Moment (オトレンジャー / TAKE-C名義)
  - VTuber死なない -Living Dead ver. - (デジタル限定同人シングル エターナルJKよりぴchan「VTuber死なない」収録曲)
  - うつし（桜井零士名義）
  - Zero Star〜始まりの星〜（桜井零士×星野奏子名義）
  - Resonance（星野奏子×桜井零士名義）

## ディスコグラフィ

### アルバム
1. For Dear... （2007年9月28日発売） - コナミスタイル専売
  1. For Dear〜-for the "Dearest"ver.- 　（作詞：桜井零士　作曲：Leap-d）
  2. White Sketchbook 　　　　　　　　　　 （作詞・作曲：桜井零士）
  3. 空へ続く道-dive into the sky ver.- 　（作詞：桜井零士　作曲：桜井零士、Leap-d）
  4. wind symphony　　                   　      （作詞・作曲：桜井零士）
  5. Desert rain-another rain style-　　 （作詞：桜井零士　作曲：桜井零士、Leap-d）
  6. warm snow　　  （作詞・作曲：桜井零士）
  7. Trip777　　　      （作詞：桜井零士　作曲：DAJI）
  8. 桜色に零れり　　（作詞：桜井零士　作曲：DAJI）
  9. Waking hope　　（作詞・作曲：桜井零士）
    - イベント「春だわくわく！ pop'n music文化祭」で披露された楽曲。

  10. Infinity Blue-Deep Blue mix-　　    （作詞：桜井零士　作曲：桜井零士、Leap-d）
2. TIMELESS（2009年4月29日発売） - BIG TREE RECORD
  1. Day dream 　（作詞・作曲・編曲：桜井零士）
  2. Vermilion 　　　　　　　　　　 （作詞・作曲・編曲：sick）
  3. Promise of a dream 　（作詞：桜井零士、結　作曲・編曲：桜井零士）
  4. Time out　　                   　      （作曲：Lakky　編曲：Lakky、桜井零士）
  5. Love is Dead -桜井零士ver.-　　 （作詞：英理　作曲・編曲：Tatsh）
  6. シンクロ　　  （作詞・作曲・編曲：sick）
  7. GAZE　　　      （作詞・作曲・編曲：桜井零士）
  8. 雪螺旋　　（作詞・作曲・編曲：桜井零士）
  9. Irritation!　　（作詞：Mitchy Asai、桜井零士　作曲：Mitchy Asai　編曲：桜井零士、Lakky）
  10. Timeless　　    （作詞・作曲・編曲：桜井零士）
  11. Each way -桜井零士ver.-　　    （作詞・作曲：S-Treat　編曲：桜井零士、S-Treat）
3. AWAKE（2009年12月30日発売） - BIG TREE RECORD
  1. 鼓動      （作詞：桜井零士　作曲：千葉拓道　編曲：桜井零士）
  2. AROUND     (作詞・作曲・編曲：桜井零士)　
  3. Blessing ways　　（作詞：桜井零士、千葉拓道　作曲：千葉拓道　編曲：桜井零士）
  4. Addiction　　　　（作詞：桜井零士　作曲：千葉拓道　編曲：桜井零士）
  5. DAYBREAKER-awake MIX- 　（作曲：PLAZMA　編曲：Lakky、桜井零士）
  6. AWAKE　　　（作詞、作曲、編曲：桜井零士）
  7. Spiral　　 （作詞、作曲、編曲：桜井零士）
  8. Silver moon　　（作詞：Mitchy Asai、桜井零士　作曲：Mitchy Asai　編曲：桜井零士、Lakky）
  9. SWAY　　　 （作詞：桜井零士　作曲：千葉拓道　編曲：桜井零士）
  10. 陽炎　　　 （作詞・作曲・編曲：桜井零士）
  11. Shooting star -桜井零士ver.-(桜井零士feat.S-Treat)　　（作詞・作曲：S-Treat　編曲：桜井零士、S-Treat）
4. スクランブルレイジ（2011年6月29日発売） - BIG TREE RECORD
  1. scramble -Opening-
  2. 鼓動 -Purple Planet Remix-
  3. irritation! -RED CARD GENIUS Remix-
  4. AROUND -Hinariku216 Remix-
  5. Time out! -Lakky vs mastertune Remix-
  6. AWAKE -kors k Remix-
  7. Vermilion -Mitchy Asai Remix-
  8. Timeless -Ace Nosy Remix-
  9. Timeless ambi-end ver. -mastertune Remix-
  10. Day dream -Hinariku216 Remix-
  11. シンクロ -k-shi Remix-
  12. 雪螺旋 -DigitypeSK Remix-
  13. AWAKE -Pf Epilogue-
  14. Each way feat.S-Treat -RED CARD GENIUS Remix-